# Национальный музей лепреконов
Национальный музей лепреконов (англ. National Leprechaun Museum) — музей в Дублине, посвященный лепреконам — персонажам ирландского фольклора, маленьким человечкам, которых сравнивают с фейри (феями) или эльфами. Открыт 10 марта 2010 года и, по словам ирландской газеты The Irish Times, является первым в мире музеем лепреконов и своего рода «Лувром лепреконов».
Организатор и директор музея Том O’Рейли с 2003 года разрабатывал концепцию музея и впоследствии проектировал его в сотрудничестве с итальянскими дизайнерами Еленой Микели и Вальтером Сципиони. Согласно замыслу O’Рейли, музей должен стать не просто «коммерческим предприятием», а аттракционом в формате «стори-теллинг», благодаря которому посетители проникнутся «опытом лепреконов».
Экскурсия по музею включает в себя посещение экспозиции с гидом (для желающих имеются аудиогиды), в ходе которой посетителей знакомят с понятием лепреконов и фольклорных источниках о них, а также рассказывают, как человек пытался поймать лепрекона. Далее идёт рассказ о лепреконах в массовой культуре, в частности о поездке в Ирландию Уолта Диснея, которая вдохновила его на создание в 1959 году фильма Дарби O’Гилл и маленький народ. Посетители также проходят через туннель с оптическими иллюзиями, деревянную модель Дороги гигантов в графстве Антрим (Северная Ирландия) и комнату, где все предметы, включая мебель, имеют огромный размер, чтобы посетитель почувствовал эффект своего «уменьшения». Ещё одна комната защищена зонтиками от искусственного дождя, а в соседней комнате можно увидеть радугу, после чего посетить комнату, где находятся сокровища лепреконов — глиняный горшок золота на пеньке.
В музее имеются также комнаты, посвящённые детям Лира, древним ирландским фортам и культовой гробнице Ньюгрейндж; есть комната с колодцем и гигантскими стволами деревьев, а также образцы «волшебной пыли», в которой якобы двигаются феи. В конце экскурсии посетители могут посетить магазин с сувенирами по тематике лепреконов.